# Ananym
Das Ananym (gr. ana „gemäß“ und onyma „Name“) ist eine besondere Form des Pseudonyms und gleichzeitig des Anagramms. Bei einem Ananym wird der wirkliche Name rückwärts geschrieben, wobei die Buchstaben nicht oder nur teilweise verändert werden. Ein Beispiel ist der Nachname des Autors Kurt Wilhelm Marek, der unter dem Namen C. W. Ceram schrieb.

## Beispiele

### Schriftsteller
- Theodor Seuss Geisel verwendete auch den Namen Theo LeSieg.
- Der Dichter und Philosoph Salomo Friedlaender schrieb seine Satiren anonym unter dem Namen Mynona.

Die Behauptung, Erich Maria Remarque habe eigentlich Kramer geheißen, trifft nicht zu. Tatsächlich wurde er als Erich Paul Remark geboren. Das Gerücht, Remarque verleugne seinen wahren Namen Kramer, wurde von den Nationalsozialisten verbreitet, um seine Glaubwürdigkeit zu untergraben.

### Musiker und Musikgruppen
- Der deutsche Musiker Frank Möller wählte Knarf Rellöm, das Ananym seines Namens, als Künstlername.
- Der Rapper Caput benannte sich nach dem Rap-Musiker Tupac Shakur.
- Der Jazztrompeter Miles Davis verwendete auf seinem Album Live-Evil, dessen Titel bereits als Palindrom angelegt war, den Namen Selim Sivad als Ananym seines Namens.
- Die Metalband Suidakra ist nach dem Ananym des Sängers und Mitbegründers Arkadius Antonik benannt.
- Die Gruppe Netnakisum bringt auf ihrer Homepage auch die Namensversion Kusimanten ins Spiel und deutet damit die Entschlüsselung als Musikanten an.[5]
- Der Produzent und Musiker Peter Kuhlmann veröffentlichte einen großen Teil seiner Musik als Pete Namlook.

### Weitere Künstler
- Der belgische Comic-Zeichner Georges Prosper Remi vertauschte seine Initialen G. R. und nannte sich Hergé, nach der französischen Aussprache der Buchstaben.
- Der Maler Johann Lebrecht Eggink (1784–1867) war der illegitime Sohn eines Freiherrn Knigge.
- Die Schauspielerin Giulia Siegel verwendete als Fotomodell früher das Pseudonym Giulia Legeis.
- Der Dompteur Hanno Coldam hieß bürgerlich Heinz Matloch.

### Fiktive Figuren
- Alucard ist ein Ananym des Namens Dracula.
- In dem Roman Timm Thaler von James Krüss heißt der böse Gegenspieler Baron Lefuet, ein Ananym für Teufel – ein Beispiel dafür, dass ein Ananym einen Hinweis auf den Charakter der Figur enthalten kann.
- Im Film Blueprint heißt Iris’ geklonte Tochter Siri.
- Michel Leiris schuf in dem surrealistischen autobiographischen Roman die Figur des Damoclès Siriel.
- Florian Schiel, der Autor der Bastard-Assistant-from-Hell-Reihe, gab seinem Protagonisten den Namen Leisch.
- Im Roman Im Rausch der Stille von Albert Sánchez Piñol heißt das abtrünnige Meerweibchen Aneris und verweist damit auf die antike Sirene (spätlateinisch Sirena). Der Name ihres Volkes Citauca weist auf ihre Herkunft hin: Acuatic (= aquatic).
- Der Name der Mortal-Kombat-Figur Noob Saibot wird mit Hilfe der Ananyme der Schöpfer des Computerspiels, Ed Boon und John Tobias, gebildet.

### Firmenname
- Das Chemieunternehmen AllessaChemie steht in der Tradition der Cassella. (Streng genommen handelt es sich nicht um ein Ananym, da Firmennamen nicht zu den Pseudonymen zählen.)